# Museos Ralli

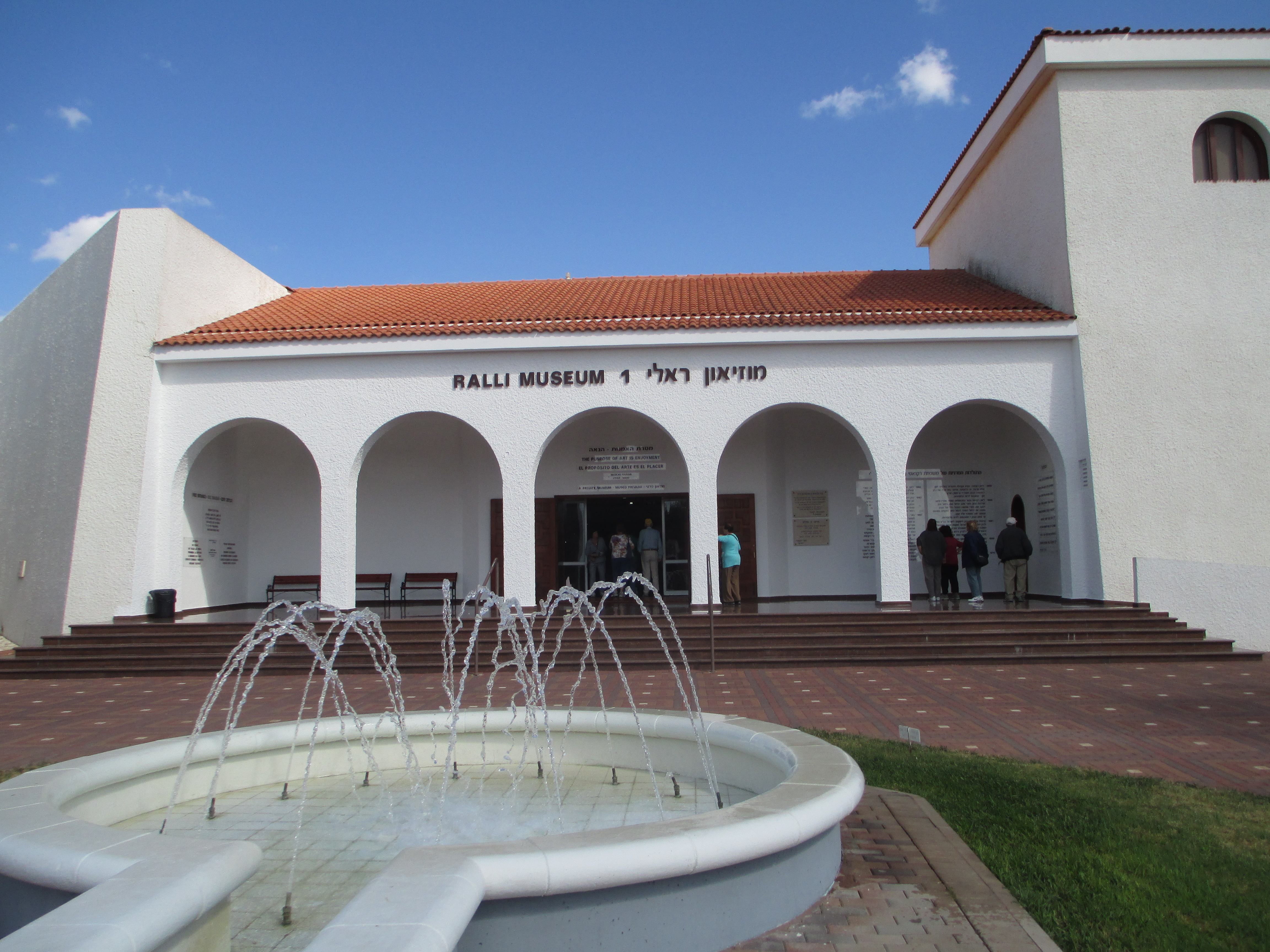
Museo Ralli en Cesarea, Israel.

Los museos Ralli (en inglés, Ralli Museums) conforman una organización privada sin ánimo de lucro que tiene como misión dar a conocer al público el arte contemporáneo de Latinoamérica. Fue fundado por el matrimonio conformado por el banquero Harry Recanati y Martine Recanati. Harry es hijo de Leon Recanati, fundador del Banco de Descuento de Israel.
Hasta la fecha, la organización gestiona cinco museos localizados en Uruguay, Chile, Israel y España:
- Museo Ralli de Punta del Este, Uruguay
- Museo Ralli de Santiago, Chile
- Museos Ralli de Cesarea, Israel
- Museo Ralli de Marbella, España

El primer museo fue fundado en Punta del Este en 1987. Un segundo museo opera en Santiago de Chile desde 1992, al que siguió un tercero en Cesarea, inaugurado en 1993. El cuarto museo se estableció en Marbella en 2000 y el quinto, especializado en arte clásico de los siglos XVI al XVIII, también en Cesarea en 2007.